# توم بايلي
توم بايلي (بالإنجليزية: Tom Bayley) (1 أغسطس 1868 في المملكة المتحدة - ) هو لاعب كرة قدم بريطاني (وحمل سابقاً جنسية المملكة المتحدة لبريطانيا العظمى وأيرلندا) في مركز الظهير. لعب مع برمنغهام سيتي ونادي واتفورد ونادي والسول ونادي غاينسبورو ترينيتي ونادي ليمنجتون ونادي ساوث شيلدز ‏.